# Czapecznik
Czapecznik (Chironax) – rodzaj ssaków z podrodziny Cynopterinae w obrębie rodziny rudawkowatych (Pteropodidae).

## Rozmieszczenie geograficzne
Rodzaj obejmuje gatunki występujące w południowo-wschodniej Azji.

## Morfologia
Długość ciała 55–72 mm, długość ucha 9–15 mm, długość tylnej stopy 9,3–10,6 mm, długość przedramienia 43–48 mm; masa ciała 12–20 g.

## Systematyka
Rodzaj zdefiniował w 1912 roku duński chiropterolog Knud Andersen w publikacji własnego autorstwa zatytułowanej Katalog Chiroptera w zbiorach Muzeum Historii Naturalnej w Londynie. Gatunkiem typowym jest (oznaczenie monotypowe) czapecznik owocożerny (Ch. melanocephalus).

### Etymologia
Chironax: gr. χειρωναξ kheirōnax, χειρακτος kheiraktos ‘mistrz w ręku’, od χειρ kheir, χειρος kheiros ‘dłoń, ręka’; αναξ anax, ανακτος anaktos ‘mistrz, pan’.

### Podział systematyczny
Do rodzaju należą następujące gatunki:
| Grafika | Gatunek                 | Autor i rok opisu               | Nazwa zwyczajowa      | Podgatunki         | Rozmieszczenie geograficzne | Podstawowe wymiary                                         | Status IUCN |
| ------- | ----------------------- | ------------------------------- | --------------------- | ------------------ | --- | ---------------------------------------------------------- | ----------- |
|         | Chironax melanocephalus | (Temminck, 1825)                | czapecznik owocożerny | 2 podgatunki       | południowy Półwysep Malajski, północna i południowa Sumatra (wraz z wyspą Nias), zachodnia Jawa i Borneo; zakres wysokości: powyżej 600 m n.p.m. | DC: 5,5–7,2 cm DO: bezogonowy DP: 4,4–4,8 cm MC: 16–20 g   | LC          |
|         | Chironax tumulus        | Bergmans & F.G. Rozendaal, 1988 |                       | gatunek monotypowy | endemit Indonezji: północno-, środkowo- i południowo-wschodni Celebes; zakres wysokości: do 960 m n.p.m.                                         | DC: około 5,6 cm DO: bezogonowy DP: 4,3–4,8 cm MC: 12–17 g | NE          |

Kategorie IUCN:  LC  – gatunek najmniejszej troski;  NE  – gatunek niepoddany jeszcze ocenie.